# 福岡県道418号英彦山香春線
福岡県道418号英彦山香春線（ふくおかけんどう418ごう ひこさんかわらせん）は、福岡県田川郡添田町から田川郡香春町に至る一般県道である。

## 概要
田川郡添田町大字英彦山から田川郡香春町大字高野に至る。

### 路線データ
- 起点：福岡県田川郡添田町大字英彦山
- 終点：福岡県田川郡香春町大字高野（高野口交差点、国道201号交点）

## 路線状況

### 重複区間
- 福岡県道451号英彦山添田線（田川郡添田町大字津野 地内）
- 福岡県道34号行橋添田線（田川郡赤村大字赤・赤小・中学校前交差点 - 田川郡赤村大字赤・旭ヶ丘交差点）
- 福岡県道204号田川犀川線（田川郡香春町大字柿下 地内）

## 地理

### 通過する自治体
- 田川郡添田町
- 田川郡赤村
- 田川郡香春町

### 交差する道路
| 交差する道路                           | 市町村名 | 市町村名 | 交差する場所 | 交差する場所         |
| -------------------------------------- | -------- | -------- | ------------ | -------------------- |
| 国道500号                              | 田川郡   | 添田町   | 大字英彦山   | 英彦山交差点         |
| 福岡県道451号英彦山添田線 重複区間起点 | 田川郡   | 添田町   | 大字津野     |                      |
| 福岡県道451号英彦山添田線 重複区間終点 | 田川郡   | 添田町   | 大字津野     |                      |
| 福岡県道34号行橋添田線 重複区間起点    | 田川郡   | 赤村     | 大字赤       | 赤小・中学校前交差点 |
| 福岡県道34号行橋添田線 重複区間終点    | 田川郡   | 赤村     | 大字赤       | 旭ヶ丘交差点         |
| 福岡県道204号田川犀川線 重複区間起点   | 田川郡   | 香春町   | 大字柿下     |                      |
| 福岡県道204号田川犀川線 重複区間終点   | 田川郡   | 香春町   | 大字柿下     |                      |
| 国道201号                              | 田川郡   | 香春町   | 大字高野     | 高野口交差点 / 終点  |

### 交差する鉄道
- 平成筑豊鉄道田川線
- 日田彦山線

### 沿線
- 英彦山
- 油木ダム
- 赤村立赤中学校
- 赤村立赤小学校
- 赤村役場
- 香春町立中津原小学校
- 香春町立勾金中学校
- 香春町立勾金小学校
- 平成筑豊鉄道田川線
  - 赤駅 - 内田駅 - 柿下温泉口駅